# Țânțăreni (okręg Prahova)
Țânțăreni – wieś w Rumunii, w okręgu Prahova, w gminie Blejoi. W 2011 roku liczyła 1715 mieszkańców.